# Embrikstrandia vivesi
Embrikstrandia vivesi es una especie de escarabajo longicornio del género Embrikstrandia, tribu Callichromatini, orden Coleoptera. Fue descrita por Bentanachs en 2005.

## Descripción
Mide 23-24 mm de longitud.

## Distribución
Se distribuye por Asia: China y Laos.